# Claude-Henri Belgrand de Vaubois
Claude-Henri Belgrand de Vaubois (ur. 1 października 1748, zm. 5 listopada 1839) – francuski generał podczas francuskich wojen rewolucyjnych oraz wojen napoleońskich. 20 sierpnia 1808 otrzymał tytuł Comte de Belgrand de Vaubois. W okresie późniejszym jego nazwisko zostało wygrawerowane na Łuku Triumfalnym (Łuk Kléber) w Paryżu.

## Początki i kariera wojskowa
Vaubois urodził się w Clairvaux (dziś część Ville-sous-la-Ferté, departament Aube) we Francji. W roku 1765 otrzymał stopień lieutenant artylerii w Regimencie Metz. W roku 1789 awansował na Captain Commandant of Artillery, a w 1791 został podpułkownikiem (Lieutenent Colonel). Podczas służby w Armée des Alpes mianowany we wrześniu 1793 roku generałem brygady, a w roku 1796 generałem dywizji. Po przeniesieniu do Armée d’Italie generała Bonapartego, zdobył ze swoimi żołnierzami Livorno. Mianowany dowódcą dywizji w kampanii bassańskiej, brał udział w zwycięskiej bitwie pod Rovereto 4 września 1796 roku.
Podczas bitwy pod Arcole Vaubois bronił Trento z oddziałem o sile 10,5 tysiąca żołnierzy. Austriacki korpus barona Paula Davidovicha, z 18 tysiącami żołnierzy, okazał się być niespodziewanie silniejszy. W serii potyczek obrońcy Trento zostali zeń wyparci i zepchnięci do Calliano, gdzie 7 listopada zostali pokonani. Bonaparte przybył, aby ustabilizować sytuację, lecz zostawił Vaubois, by zrobił, co w jego mocy, kiedy sam zaatakował główne siły austriackie w Arcole. Francuzi wygrali trzydniową batalię 17 września, tego samego dnia Davidovich znów pokonał Vaubois pod Rivoli Veronese. Przegrana miała niewielkie konsekwencje dla Francuzów, gdyż Bonaparte szybko uderzył na Davidovicha zmasowanym atakiem i zepchnął jego korpus na północ. Wkrótce potem przekazał oddział Vaubois pod dowództwo Barthélemy Jouberta.
24 listopada 1796 roku Bonaparte pisał o nim: „Vaubois jest dzielnym żołnierzem. Ma odpowiednie kwalifikacje na dowódcę oblężonego miejsca, lecz nie na dowodzącego bardzo aktywną armią, lub na wojnie tak energicznie prowadzonej jak ta.”. Wydarzenia lat 1798–1800 udowodniły, że został dobrze wybrany na dowódcę oblężonego miejsca.

## Belgrand de Vaubois na Malcie
Dzisiaj jest on najczęściej pamiętany na Malcie, gdzie Napoleon mianował go 19 czerwca 1798 roku Commandant en chef des Isles de Malte et du Goze, zaledwie siedem dni po tym, jak Zakon Joannitów, władający tym archipelagiem od roku 1530, podpisał na okręcie flagowym Napoleona „L’Orient” akt kapitulacji. Następnie Napoleon ze swoją armią pożeglował do Egiptu, zabierając na swoim okręcie flagowym kosztowności Zakonu warte pięć milionów franków w złocie i milion w sztabkach srebra. (Flota Horatio Nelsona zatopiła „L’Orient” 1 sierpnia podczas bitwy w zatoce Abu Qir; skarby Rycerzy wciąż spoczywają tam na dnie morza.) 
Napoleon zostawił na Malcie i Gozo garnizon 3053 żołnierzy, 5 kompanii artylerii i jednostkę medyczną. Francuzi przystąpili do ustanawiania szeregu nowych zasad. Ogłosili język francuski językiem oficjalnym. Chociaż początkowo próbowali uzyskać pomoc Kościoła katolickiego, lecz szybko popadli w konflikt z kościołem maltańskim, kiedy chcieli wprowadzić reformy rewolucji francuskiej. Znieśli jurysdykcję papieską, wprowadzili małżeństwa cywilne, usunęli wszystkich księży, zakonników i zakonnice nie będących Maltańczykami, oraz pozabierali z kościołów złote i srebrne kosztowności oraz obrazy. Splądrowanie kościołów oburzyło mocno religijnych Maltańczyków. Ponadto wyprowadzenie większości pieniędzy z Monte di Pietà oraz Massa frumentaria wywołało bezprecedensowy kryzys finansowy. 2 września 1798 roku Maltańczycy powstali przeciwko francuskiemu garnizonowi w Notabile (Città Vecchia lub Mdina). W krótkim czasie powstanie rozprzestrzeniło się na całą Maltę i Gozo, powołane zostało National Assembly (Zgromadzenie Narodowe). Wystosowało ono petycję do króla Ferdynanda w Neapolu, oficjalnego suzerena Malty, o pomoc w walce z francuskimi okupantami. Choć Ferdynand przyrzekł wiele, zrobił mało, mając dość swoich własnych problemów, by zajmować się jeszcze sprawami lojalnych maltańskich poddanych.

### Powstanie narodowe i przybycie Brytyjczyków
Jeszcze 18 września eskadra czterech portugalskich okrętów rozpoczęła blokadę Malty. Blokada ta – choć zmienna w liczbie i przynależności państwowej okrętów – trwała do kapitulacji Francuzów. Nelson wysłał siły brytyjskie pod dowództwem komandora Alexandra Balla, które przybyły 12 października 1798 roku. Maltańskie siły powstańcze zmusiły Francuzów do wycofania się do Valletty i Three Cities na brzegach Grand Harbour. 28 października upadło Gozo, francuski dowódca poddał się razem z 217 żołnierzami komandorowi Ballowi. Statki Balla kontynuowały blokadę wojska generała Vaubois, skoncentrowanego w Valletcie. Spodziewając się bliskiej kapitulacji Francuzów, Nelson pisał do Balla w styczniu 1799 roku:
”...Biorąc pod uwagę sytuację Malty z królem Neapolu, to jest tak – on jest prawowitym suwerenem wyspy: dlatego sądzę, że jego flaga powinna powiewać. Jednocześnie, garnizon neapolitański zdradzi go dla pierwszego, kto będzie gotów ich przekupić. Jestem pewien, że król nie miałby problemów z przekazaniem swojej władzy zwierzchniej [nad Maltą] Anglii; a ostatnio otrzymałem od sir Williama Hamiltona notę, że Malta nie powinna być przyznana żadnemu mocarstwu bez zgody Anglii...
”P.S. – W przypadku poddania się Malty, błagam, nie rób niczego, co mogłoby zranić uczucia Ich Królewskich Mości. Połącz ich flagę z flagą Anglii, jeśli ta, z nastawienia wyspiarzy, nie może powiewać sama.„

### Oblężenie Valletty
W lutym 1799 maltańscy powstańcy straciwszy nadzieję na interwencję króla Ferdynanda, poprosili Balla, który wcześniej wylądował koło wioski Qrendi na południu wyspy, aby przewodził National Assembly (Zgromadzeniu Narodowemu). Zmienił on nazwę zgromadzenia na National Congress (Kongres Narodowy) i ogłosił się szefem rządu. W marcu Kongres zaapelował do króla Jerzego III o przejęcie suwerenności nad Maltą, lecz nie otrzymał żadnej odpowiedzi od rządu kierowanego przez Williama Pitta.
Głodujący francuski garnizon otrzymał niewielką pomoc na początku lutego 1799 roku. Fregata „La Boudeuse” ominęła blokadę i wpłynęła do Grand Harbour. W maju udało się dotrzeć do Valletty kilku małym statkom zaopatrzeniowym. Była to jednak ostatnia pomoc, jaka dotarła do Vaubois i jego ludzi.
1 listopada 1799 roku Nelson był w pobliżu Valletty na pokładzie „Foudroyant”. Vaubois, który wciąż liczył na pomoc z Francji, odrzucił kolejne żądanie poddania się. Pisał: Mając świadomość bycia godnym szacunku swojego kraju, tak samo jak Ty, jesteśmy zdecydowani bronić tej twierdzy do końca.
Nelson powierzył Ballowi dowództwo sił maltańskich – około 2000 żołnierzy, wraz z około półtoratysięczną „armią” nieopłacanych, źle wyekwipowanych i wygłodniałych ochotników. Naciskany król Ferdynand zgodził się na ustanowienie Balla gubernatorem Malty.
Cała ludność Malty, pozbawiona podstawowego zaopatrzenia, żyła na granicy głodu. Oblężenie przerodziło się w swoisty wyścig, która strona zagłodzi się pierwsza. W styczniu roku 1800 Brytyjczycy i Maltańczycy otrzymali pewną pomoc wraz z neapolitańskim kontyngentem 1200 ludzi.
Jednak generał Vaubois daremnie czekał na posiłki. Francuskie przygotowania dłużyły się, aż Napoleon – teraz Pierwszy Konsul – mianował kontradmirała Jean-Baptiste’a Perrée’a dowódcą ekspedycji pomocniczej. Eskadra, składająca się z „Le Généreux” (jednego z dwóch okrętów ocalałych z bitwy pod Abukirem), trzech korwet służących jako uzbrojone okręty zaopatrzenia, oraz jednego uzbrojonego okrętu zaopatrzenia, z 3000 ludzi, bronią i amunicją, oraz żywnością na pokładach, wypłynęła 6 lutego 1800 roku z Tulonu. Ekspedycja zakończyła się katastrofą. Rankiem 18 lutego angielskie okręty spotkały francuską eskadrę w pobliżu wyspy Lampedusa. Kontradmirał Perrée zginął zaraz na początku walki, a o godzinie 1.30 po południu „Le Généreux” stracił flagę. Reszta francuskiego konwoju powróciła do Tulonu.
24 sierpnia Vaubois wysłał fregaty „La Diane” i „La Justice”, aby przerwawszy blokadę, skierowały się do Francji. Marynarze na „Success” dostrzegli je, i wraz z „Northumberland” oraz zdobycznym „Le Généreux”, teraz obsadzonym przez Brytyjczyków, ruszyli w pościg. „La Diane” została zatrzymana, lecz „La Justice” umknęła pod osłoną ciemności.

### Poddanie się Vaubois
Oblężenie zbliżało się do końca. Francuski garnizon zjadł już wszystkie swoje konie, muły, oraz psy, koty i szczury w Valletcie. W końcu, 4 września 1800 roku Vaubois wysłał do brytyjskiego dowódcy, Major-Generała Henry’ego Pigota, emisariusza z białą flagą. Następnego dnia Pigot i Captain (komandor) Royal Navy George Martin, uzgodnili z generałem Vaubois i contre-amiral Villeneuve warunki poddania się (jak na ironię, Francuzi wyłączyli Alexandra Balla, jako dowódcy Maltańczyków, z negocjacji, ponieważ nie chcieli poddać się Maltańczykom). Brytyjczycy obdarzyli Vaubois i Francuzów uczciwymi warunkami i „honorami wojny”, włączając w to prawo do zachowania swojej broni i łupów. Generał Vaubois i jego żołnierze zostali szybko przetransportowani do Marsylii.

## Po Malcie
27 lipca 1800 roku, jeszcze podczas trwania oblężenia, Vaubois został senatorem. W roku 1804 otrzymał tytuł Wielkiego Oficera Legii Honorowej, a w roku 1808 hrabiego Cesarstwa. W roku 1809 dowodził dywizją National Guard. W roku 1814 został parem Francji i Rycerzem Świętego Ludwika. Podczas stu dni w roku 1815, Vaubois nie poparł Napoleona. Zmarł w roku 1839.